# We Heart It
We Heart It je socijalna mreža zasnovana na inspirišućim slikama. We Heart It opisuje sebe kao "Dom za vašu inspiraciju" i mesto za "Organizuj i deli stvari koje voliš". Korisnici mogu da skupljaju njihove omiljenje slike da dele sa prijateljima i organizuju u kolekcije. Korisnici mogu da pristupe sajtu kroz internet pretraživac ili We Heart It operativnim sistemom i Android mobilnom aplikacijom.

## Istorija
We Heart It je osnovan 2008. od strane Fabio Giolita, domorodca iz Brazila. Započeo je sajt kao projekat sa strane oko ideje o favorizovanju slika i čuvanja tih slika za deljenje sa prijateljima. Ono što je započeo kao sredstvo za njega i njegove prijatelje se razvilo odatle.
Kada se rast pojavio, Fabio je pozvao suosnivača Brunoa Zanheta da pomogne oko infrastrukture. Njih dvoje su primili finansijsku pomoć i sajt je postao inkorporirani biznis u Kaliforniji 2011. godine.

## Biznis
We Heart It je inkorporiran u Sjedinjenim Državama 2011.godine. Njegovo sedište se nalazi u San Francisku i ima tim od 25 zaposlenih.
Od juna 2013. godine, We Heart It je prikupio 8 miliona dolara za finansiranje serije A od White Oak i IDG Ventures.
Od februara 2014. godine, We Heart It je rangiran kao 754 u Alexa globalnom saobraćaju rangiranja.
U maju 2014. godine, We Heart It je pokrenuo mobilno tagovanje u svojoj aplikaciji.
Od januara 2016. godine, We Heart It je objavio partnerstvo za video sadržaj sa popularnom televizijom.
Od juna 2016. godine, We Heart It je formirao strateško partnerstvo sa internet marketingom "The Blu Market", vođena saradnikom Stevanom Forkošem i pevačem Kevinom Džonasom iz Džonasom Bradersom, u nadi da će privući više korisnika i oglašivača.

## Karakteristike
We Heart It je vizelna platforma koja podržava fotografije, animirane gifove i video zapise.
On nudi sledece ikone: Uživo prenos, opcije za deljenje za korisnike koji žele da uključe We Heart It na njihov veb sajt ili blog.
We Heart It je poznat po svojoj pozitivnoj zajednici jer nema opcije za komentarisanje, korisnici se osećaju prijatno objavljivanjem sadržaja jer neće dobiti negativne komentare kao na drugim društvenim mrežama.
U decembru 2015. godine, aplikacija Easel je objavljena. Sa Easel korisnici mogu kreirati prilagođene slike sa citatima, filterima i bojama koje dele na Wi Heart It ili drugim socijalnim medijskim aplikacijama.
Od 2015. godine, We Heart It je pokrenuo We Heart It program za nagrađivanje svojih vrhunskih korisnika. Ovi korisnici su lideri u kreativnosti i poznati su kao inspiracija drugih članova zajednice. Ovi ljudi su izbor najuspešnijih We Heart It korisnika svake godine, i We Heart It im dodeljuje ružičastu zvezdicu koja je vidljiva na njihovim profilima.
Pri kraju avgusta 2017. godine, opcija objavljivanja članaka je na sajtu kako bi se još više razvila kreitivnost korisnika. Ovom funckijom, zajednica je sad u stanju da deli pesme, recepte, mišljenja, kreativne misli i ideje, savete; sve što možete da zapišete. Kasnije je dodana "reakcija" na sajtu kako biste mogli da reaguje na članke sa pet različitih opcija. Ako niste želeli da podelite članak, imate mogućnost da reagujete na njega a da se on ne pojavi na vašem profilu. U 2018. dodane su i reakcije na slike.

## Upotreba
U decembru 2013. godine We Heart It je dostigao 25 miliona mesečnih korisnika. Četiri od pet korisnika je ispod 24 godine, a više od 70% su ženskog roda. Prosečni korisnik ili Heart It je starosti od 19 godina.
U proseku, članovi We Heart It provedu više od 16.5 minuta na sajtu u istom vremenu. Prosečni korisnik mobilne aplikacije otvori aplikacuju preko 25 puta u mesecu.
U martu 2015. godine, We Heart It je prestavio novu funkciju za dopisnicu koja omogućava svojim 30 miliona registrovanih korisnicima da se jedan drugom obraćaju slikama.
Hafington post je citirao We Hert It kao jedan od 10 najsrećnijih mesta na internetu za pronalazak osmeha ili inspiracije.
We Heart It je izabran kao jedan od Gugl plej najboljih aplikacija 2013. i najbolja aplikacija 2015. godine.

## Spoljašnje veze
- Zvanični veb-sajt
- We Heart It-stranica na instagramu